# Vere Papa mortuus est

Vere Papa mortuus est (« En vérité, le pape est mort ») est la phrase traditionnelle prononcée en latin par le cardinal camerlingue pour certifier la mort du pape. Le siège apostolique de Rome est alors officiellement vacant. 
Après que les médecins ont certifié la mort physique du pape, elle doit encore être prononcée juridiquement. C'est alors que le cardinal camerlingue passe derrière le chevet du lit où le défunt pontife est allongé et le frappe trois fois sur le front avec un marteau  en argent, l'appelant à chaque fois de son nom de baptême (par exemple : « Carole, dormisne » (Karol, dors-tu ?), comme ce fut le cas pour le décès du pape Jean-Paul II), et il lui demande de répondre. Si le pape ne répond pas (comme c'est normal), le cardinal camerlingue prononce alors en latin :  « Vere Papa mortuus est » et c'est alors que commence la période dite de la « vacance du siège ». Toutefois la réalité de ce récit à la fois populaire et théâtral est positivement démentie par Hartwell de la Garde Grissell, chambellan d'honneur di numero sous les papes Pie IX, Léon XIII et Pie X, et qui était présent lors de la cérémonie de reconnaissance de 1903 : « On peut également mentionner ici que n'a lieu aucune cérémonie comme celle qui consisterait à frapper le front du pape mort avec un marteau d'argent, et que la façon exacte de l'appeler à haute voix par son prénom n'obéit à aucune forme déterminée, mais est laissée à la discrétion du Cardinal Camerlingue [...] dans un journal [manuscrit] original qui est en ma possession et dû à Domenico Cappelli d'Ascoli, qui fut le Maître de cérémonie sous cinq papes – Alexandre VII, Clément IX, Clément X, Innocent XI, et Alexandre VIII – l'auteur déclare que la coutume de prononcer trois fois à haute voix les mots « Pater Sancte » a été abandonnée à la mort de Clément X en 1676 ».

## Sources
- (ru) Cet article est partiellement ou en totalité issu de l’article de Wikipédia en russe intitulé « Vere Papa mortuus est » (voir la liste des auteurs).
- (nl) Sede vacante